# Главы Стерлитамака
| №    | Фото | Имя (годы жизни)                            | Начало полномочий | Окончание полномочий | Место рождения                                                   |
| ---- | ---- | ------------------------------------------- | ----------------- | -------------------- | ---------------------------------------------------------------- |
| 1    |      | Спартак Галеевич Ахметов (род. 1949)        | 1992              | 2007                 | Стерлибашево, Башкирская АССР, РСФСР, СССР                       |
| 2    |      | Ильгиз Кадырович Шарипов (род. 1960)        | 2007              | 2009                 | Нижнее Аврюзово, Альшеевский район, Башкирская АССР, РСФСР, СССР |
| 3    |      | Вахит Рахматович Абдрахимов (род. 1961)     | 2009              | 28 сентября 2010     | Таваканово, Кугарчинский район, Башкирская АССР, РСФСР, СССР     |
| 4    |      | Алексей Николаевич Изотов (род. 1973)       | октябрь 2010      | сентябрь 2016        | Уфа, Башкирская АССР, РСФСР, СССР                                |
| 5    |      | Владимир Иванович Куликов (1966—2021)       | ноябрь 2016       | 8 октября 2021       | Стерлитамак, Башкирская АССР, РСФСР, СССР                        |
| 6    |      | Рустем Фаритович Газизов (род. 1983)        | 8 октября 2021    | 19 сентября 2024     | Чишминский район, Башкирская АССР, РСФСР, СССР                   |
| и.о. |      | Эмиль Владиславович Шаймарданов (род. 1991) | 19 сентября 2024  |                      | Стерлитамак, Башкирская АССР, РСФСР, СССР                        |